# Marco Andretti
Marco Andretti est un pilote automobile américain né le 13 mars 1987 à Nazareth (Pennsylvanie). Il participe depuis 2006 au championnat IndyCar Series.

## Biographie

### Les débuts
Fils de Michael Andretti et petit-fils de Mario Andretti, deux des plus célèbres pilotes de l'histoire du sport automobile américain, Marco Andretti a commencé sa carrière par le karting dès son plus jeune âge. En 2003, il passe au sport automobile en disputant les championnats de Skip Barber Series. Puis, en 2005, il passe dans le championnat de Formule Mazda. Parallèlement, il effectue quelques incursions impressionnantes dans le championnat Indy Pro Series (l'anti-chambre de l'IndyCar) puisqu'il y remporte trois courses.

### Première saison en IndyCar

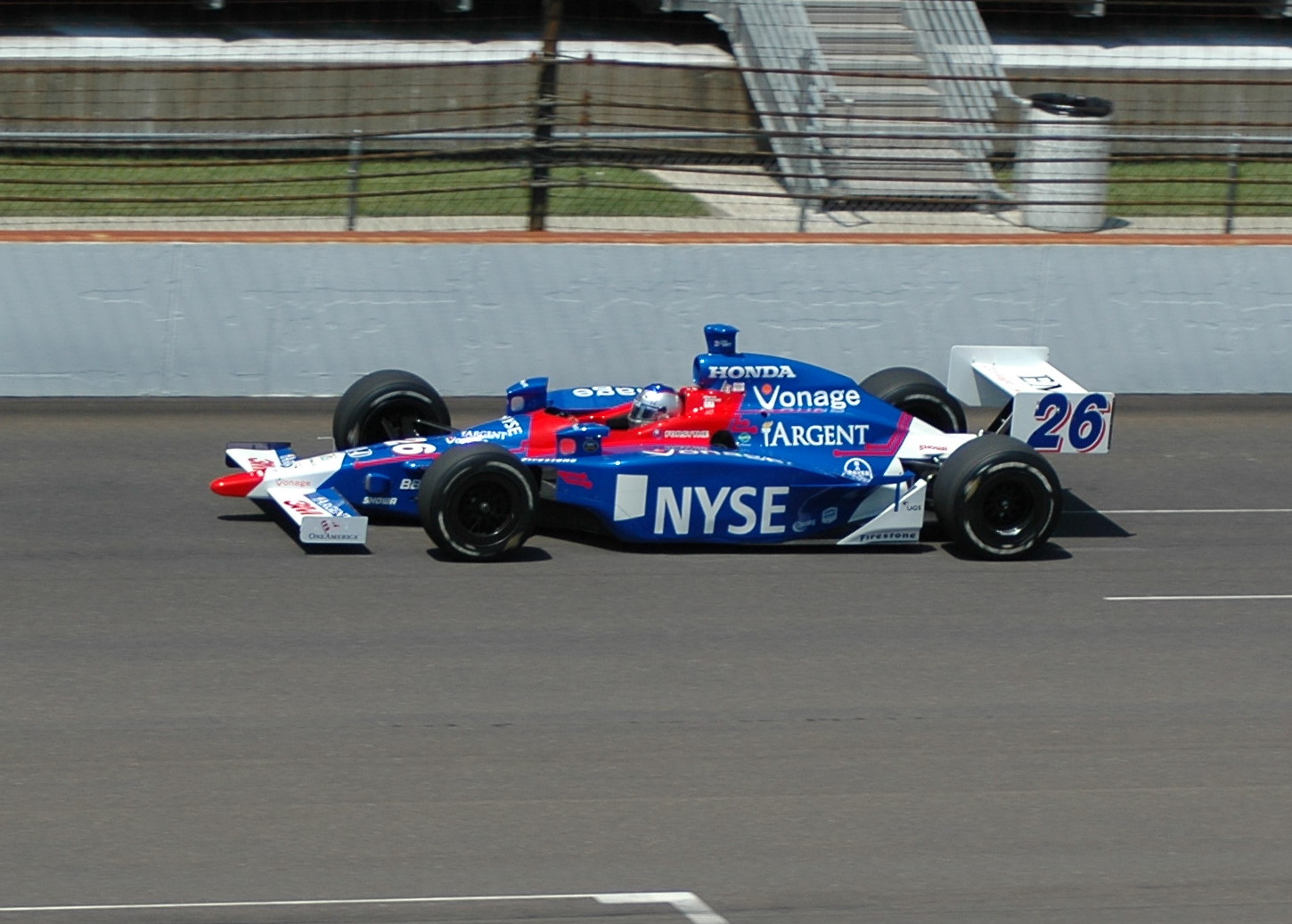
Marco Andretti lors des essais des 500 miles d'Indianapolis 2007.

Fin 2005, le départ à la concurrence du pilote britannique Dan Wheldon lui ouvre les portes de l'IndyCar au sein de l'écurie Andretti-Green Racing, codirigée par son père. Si la promotion au plus haut niveau de Marco Andretti est dans un premier temps regardée avec suspicion compte tenu de son jeune âge et de son manque d'expérience, ce dernier se charge pourtant rapidement de convaincre les observateurs de son talent à la fin du mois de mai 2006, sur l'Indianapolis Motor Speedway, à l'occasion de sa première participation aux 500 miles d'Indianapolis. Constamment en haut du classement tout au long de l'épreuve, il s'empare de la tête de la course à quelques tours de l'arrivée (en dépassant son père Michael), mais se fait finalement souffler la victoire par Sam Hornish Jr à quelques mètres de l'arrivée. À seulement 19 ans, Marco Andretti devient ainsi le plus jeune pilote à finir deuxième des 500 miles d'Indianapolis. Quelques semaines plus tard, le 27 août 2006, il remporte sur le tracé routier de Sonoma en Californie son premier succès en IndyCar, devenant ainsi le plus jeune pilote vainqueur d'une manche de ce championnat (record de précocité battu en 2008 par son compatriote Graham Rahal). Il termine la saison à la septième place du classement général, ce qui fait de lui le meilleur débutant de l'année.
Depuis, Marco Andretti peine à confirmer ses débuts prometteurs, en partie il est vrai en raison de la baisse de niveau de l'écurie Andretti-Green (devenue Andretti Autosport).

### La Formule 1
Mario Andretti, champion du monde de Formule 1 en 1978, n'a jamais caché qu'il espérait voir rapidement son petit-fils accéder à la F1, tout comme l'avait fait Michael (sans succès) en 1993. En décembre 2006 et février 2007, Marco a effectué un premier pas vers la F1 en étant convié par l'écurie Honda à une séance d'essais privés. Toutefois ces essais sont restés sans suite.

### 2015: Formule E
En 2015, il remplace Franck Montagny dans le Championnat de Formule E FIA au sein de l'équipe Andretti Autosport

## Carrière
- 2003 : Skip Barber Series
- 2004 : Skip Barber Series
- 2005 : Star Mazda Series et Indy Pro Series (3 victoires)
- 2006 : IndyCar Series chez Andretti Green Racing, 7e du championnat avec 1 victoire
- 2007 : IndyCar Series chez Andretti Green Racing, 11 du championnat
- 2008 : IndyCar Series chez Andretti Green Racing, 7 du championnat
- 2008-2009 : A1 Grand Prix chez A1 Team USA
- 2009 : IndyCar Series chez Andretti Green Racing, 8 du championnat
- Depuis 2010 : IndyCar Series chez Andretti Autosport

## Palmarès
- Élu meilleur débutant (rookie of the year) des 500 Miles d'Indianapolis 2006
- Meilleur débutant (rookie of the year) de l'IndyCar Series 2006

## Résultats aux500 milesd'Indianapolis
| Année | Châssis | Moteur    | Départ | Arrivée | Équipe                                                      |
| ----- | ------- | --------- | ------ | ------- | ----------------------------------------------------------- |
| 2006  | Dallara | Honda     | 9      | 2       | Andretti Green                                              |
| 2007  | Dallara | Honda     | 9      | 24      | Andretti Green                                              |
| 2008  | Dallara | Honda     | 7      | 3       | Andretti Green                                              |
| 2009  | Dallara | Honda     | 8      | 30      | Andretti Green                                              |
| 2010  | Dallara | Honda     | 16     | 3       | Andretti Autosport                                          |
| 2011  | Dallara | Honda     | 27     | 9       | Andretti Autosport                                          |
| 2012  | Dallara | Chevrolet | 4      | 24      | Andretti Autosport                                          |
| 2013  | Dallara | Chevrolet | 3      | 4       | Andretti Autosport                                          |
| 2014  | Dallara | Honda     | 6      | 3       | Andretti Autosport                                          |
| 2015  | Dallara | Honda     | 8      | 6       | Andretti Autosport                                          |
| 2016  | Dallara | Honda     | 14     | 13      | Andretti Autosport                                          |
| 2017  | Dallara | Honda     | 8      | 8       | Andretti Autosport                                          |
| 2018  | Dallara | Honda     | 12     | 12      | Andretti Herta Autosport                                    |
| 2019  | Dallara | Honda     | 10     | 26      | Andretti Herta Autosport w/ Marco Andretti & Curb-Agajanian |
| 2020  | Dallara | Honda     | 1      | 13      | Andretti Herta Autosport w/ Marco Andretti & Curb-Agajanian |
| 2021  | Dallara | Honda     | 25     | 19      | Andretti Herta Autosport w/ Marco Andretti & Curb-Agajanian |
| 2022  | Dallara | Honda     | 23     | 22      | Andretti Herta Autosport w/ Marco Andretti & Curb-Agajanian |
| 2023  | Dallara | Honda     | 24     | 17      | Andretti Herta Autosport / Curb-Agajanian                   |
| 2024  | Dallara | Honda     | 19     | 25      | Andretti Herta Autosport / Curb-Agajanian                   |

## Résultats aux 24 Heures du Mans
| Année | Classe | No | Pneus | Voiture                        | Équipe           | Coéquipiers             | Tours | Arrivée |
| ----- | ------ | -- | ----- | ------------------------------ | ---------------- | ----------------------- | ----- | ------- |
| 2010  | LMP1   | 12 | M     | Lola B10/60 Rebellion 5.5L V10 | Rebellion Racing | Nicolas Prost Neel Jani | 175   | DNF     |